# カラフルダイヤモンド (アルバム)
『カラフルダイヤモンド』は、日本のボーイズグループ、ボイメンエリア研究生のファースト・アルバム。2021年4月29日、自社レーベル・NDR（Nagoya Dream Records）からリリースされた。
2019年5月のCDデビューから2年を経て発表されたファースト・アルバムである。デビュー曲「無敵のOne Way Road」、タイトル曲「カラフルダイヤモンド」などのオリジナル楽曲のほか、兄弟グループBOYS AND MENとBMK（BOYS AND MEN研究生）の楽曲のカバーが含まれる。グループとしての「カラフルダイヤモンド」の結成は、本作リリースから2年後である。

## 背景とリリース
ボイメンエリア研究生は2017年に「BOYS AND MENエリア研究生」として福岡・大阪・名古屋・東京の4つのエリアで始動し、2019年5月に運営、所属事務所のフォーチュンエンターテイメントが有するインディーズレーベル・Fortune Recordsからシングル『無敵のOne Way Road』でCDデビューした。同事務所の兄弟分グループ、BOYS AND MEN・祭nine.・BMKらを手掛けてきた音楽家のYUMIKOが楽曲プロデュースの中心になる。BOYS AND MENエリア研究生は（BOYS AND MENやBOYS AND MEN研究生と同様に）結成以来脱退者の数が新加入の数を上回り続け、在籍者は徐々に少なくなっていった。本作に参加したメンバーは後述する14名で、デビューシングルに参加した19名から半分近くが入れ替わっている。
2020年4月にBOYS AND MENエリア研究生からボイメンエリア研究生へ改名し、各エリアもBOYS AND MENエリア研究生名古屋→ボイメン名古屋研究生といったように、それに準じる改名をした。同時期にフォーチュンエンターテイメントはレーベル業務をFortune Recordsから関連会社のタニプロモーションが運営する新レーベル・NDR（Nagoya Dream Records）に移し、ボイメンエリア研究生は7月に選抜ユニット・キラキラ★選抜隊のシングル『Shall We Kiss?』、12月に15人体制で2ndシングル『ガリバ→BEAT!』をここからリリースした。
2021年初めにキラキラ★選抜隊の一員でもあった結神（ボイメン東京研究生）が脱退し、本作参加の14人体制となる。リリースの前週である4月18日、公式サイトにおいて本作のリリースとその内容が発表され、アルバムタイトルについて「エリア研究生というダイヤの原石がこれからカラフルに輝きだしていく」と説明された。4月29日にCDアルバムがリリースされ、2週間後の5月12日に音楽配信によるリリースが始まった。音楽配信におけるアートワークは、アーティスト写真を用いない、ダイヤモンドのイラストをベースとしたもので、CDアルバムの仕様とは異なる。
本作リリース後、ボイメンエリア研究生は8月にZepp NAGOYAで初の単独ライブ『はじまりの章〜オレたちの時代だ！〜』を開催。9月、YUMIKOが本作で重要な歌唱パートを任せるメンバーであったと評した中条望（ボイメン東京研究生）が脱退して13人体制となり、12月に3rdシングル『GO!GO!トレジャーロード!!をリリース。2022年3月にグループのエース格メンバーであった髙橋真佳把（ボイメン大阪研究生）が脱退して12人体制となった後、4th『BURNING DANCE-バニダン-』、5th『Sleeping Beauty』の2作のシングルをリリースした。この12名は2023年5月にボイメンエリア研究生を卒業し、本作と同じ名のグループ「カラフルダイヤモンド」となる。

## 構成、楽曲
全10曲を収録。（M-5・M-6を除く）8曲のプロデュースを担ったYUMIKOは、このアルバムを「ぐんぐん成長をみせるメンバーたちの今の輝きを切り取った作品になってます」、表題曲およびリード曲であるM-1「カラフルダイヤモンド」を「それぞれの原石がそれぞれの色で輝き出すというテーマ」、と解説している。「カラフルダイヤモンド」とM-9「高気圧オンパレード」の2曲が、アルバムオリジナルの新曲である。
デビュー曲のM-2「無敵のOne Way Road」とそのシングルのカップリングであったM-5「VIVA!サマーウォーズ」、M-6「ごっつぁん!エビバデ」、M-7「RUN&GUuuuuN!」の4曲は、本作のメンバーによって新たにレコーディングされたリメイク・バージョンである。「VIVA!…」と「ごっつぁん…」の2曲は、YUMIKOではなくYAMA-Booのプロデュースによる。「RUN&GUuuuuN!」は、BOYS AND MEN研究生（BMK）の7thシングル表題曲のカバーである。この曲はボイメンエリア研究生の礎となったオーディション「BOYS AND MEN研究生エリア別オーディション」のテーマ曲として発表された楽曲で、CDデビュー前からエリア研究生のみで披露されることもあった。「RUN&GUuuuuN!」はこの時点ではBMKのアルバムに未収録であり、このカバーではじめてアルバムに収録されることとなった。
M-3「ボクたちのONE」はBOYS AND MEN研究生の3rdシングル表題曲（BMKのアルバム『BMK the BEST』収録）のカバー、M-4「Endless Sky」とM-8「Voyager」はBOYS AND MENのカバーである。BOYS AND MENのカバー2曲について、YUMIKOが「（オリジナルから）キーを2つ上げて収録」と明かしている。アルバムラストのM-10「Power Of Dream」は、2016年にフォーチュンエンターテイメントの全グループ（BOYS AND MEN・BOYS AND MEN研究生&研究生トウキョウ・BELLY BUTTON・あいち☆乙女組）が「フォーチュンオールスターズ」名義で発表した楽曲のエリア研究生によるバージョンである。この曲がアルバムに収録されるのは、BOYS AND MENのベスト・アルバム『ボイメン・ザ・ベスト』（2018年）以来2度目となる。

## 収録曲
| #         | タイトル                 | 作詞                          | 作曲                         | 編曲         | 時間  |
| --------- | ------------------------ | ----------------------------- | ---------------------------- | ------------ | ----- |
| 1.        | 「カラフルダイヤモンド」 | YUMIKO                        | ソラノアルト                 | 横野康平     | 4:06  |
| 2.        | 「無敵のOne Way Road」   | YUMIKO                        | ANDW                         | 久下真音     | 3:58  |
| 3.        | 「Endless Sky」          | YUMIKO                        | YUMIKO                       | DY-T, 須藤祐 | 3:50  |
| 4.        | 「ボクたちのONE」        | YUXSE, Maica, YUMIKO (補作詞) | 田村信二, no_my              | 白戸佑輔     | 4:01  |
| 5.        | 「VIVA!サマーウォーズ」  | ムラマサヒロキ                | ムラマサヒロキ               | 大沢圭一     | 4:00  |
| 6.        | 「ごっつぁん!エビバデ」  | mayuge                        | YAMA-Boo                     | 伊藤ヒロシ   | 4:03  |
| 7.        | 「RUN&GUuuuuN!」         | YUMIKO                        | KEIT                         | 草野将史     | 4:13  |
| 8.        | 「Voyager」              | YUMIKO                        | 小内喜文                     | 小内喜文     | 4:46  |
| 9.        | 「高気圧オンパレード」   | ムラマサヒロキ, YUMIKO        | ムラマサヒロキ, 田中マッシュ | 田中マッシュ | 4:07  |
| 10.       | 「Power Of Dream」       | YUMIKO                        | 後藤康二                     | 後藤康二     | 5:15  |
| 合計時間: | 合計時間:                | 合計時間:                     | 合計時間:                    | 合計時間:    | 42:19 |

## 参加メンバー
- ボイメン名古屋研究生：古川流唯、石田侑也、加藤青空、永遠
- ボイメン東京研究生：高垣博之、國村諒河、中条望、関優樹、設楽賢
- ボイメン大阪研究生： 髙橋真佳把、内海太一、岡大和、中下雄貴
- ボイメン福岡研究生：小辻庵

## スタッフ・クレジット

### 参加ミュージシャン
- 小久保祐希 – コーラス (#1)
- 白鳥義一 - ギター (#2)
- 高橋秀幸 - コーラス (#2, 4, 9, 10)
- 草野将史 - ギター (#3, 7, 8)、コーラス (#7)
- 鈴木一史 - コーラス (#3, 8)
- 沢頭たかし – ギター (#4)
- 白戸佑輔 – ベース (#4)
- 大沢圭一 - ギター (#5)
- YAMA-Boo - ギター (#6)
- 田中マッシュ - ギター (#9)
- 後藤康二 - ギター (#10)
- 長谷川淳 - ベース (#10)
- Ken☆Ken - ドラム (#10)

### プロデュース
- YUMIKO (#5, 6を除く)
- YAMA-Boo (#5, 6)